# Fehler-in-den-Variablen-Modell

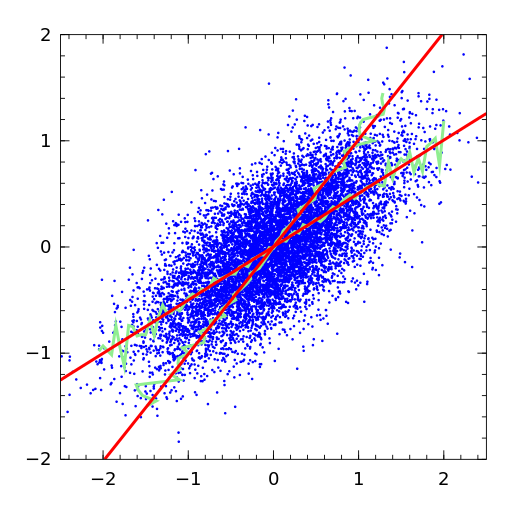
Darstellung einer Regressionsabschwächung durch eine Reihe von Regressionsschätzungen in Fehler-in-den-Variablen-Modellen. Zwei Regressionslinien (rot) begrenzten den Suchraum aus pontenziellen Regressionsfunktionen.

In der Statistik sind Fehler-in-den-Variablen-Modelle, auch Messfehlermodelle genannt, Regressionsmodelle für Regression mit stochastischen Regressoren, in der entweder die Antwortvariable oder einige erklärende Variablen mit Fehlern gemessen werden.

## Klassisches Fehler-in-den-Variablen-Modell
Gegeben sei im einfachsten Fall ein einfaches lineares Regressionsmodell:
{\displaystyle Y_{i}=\beta _{0}+\beta _{1}x_{i}+\varepsilon _{i};\ i=1,\dots ,n}.
Im klassischen Fehler-in-den-Variablen-Modell wird angenommen, dass {\displaystyle x_{i}} nur mit zufälligem Fehler {\displaystyle u_{i}} beobachtet werden kann, d. h. man hat dann den stochastischen Regressor {\displaystyle z_{i}=x_{i}+u_{i}}. Für die Messfehler {\displaystyle u_{i}} wird angenommen, dass sie unabhängig und identisch verteilt mit Erwartungswert null und Varianz {\displaystyle \sigma _{u}^{2}}, unkorreliert mit {\displaystyle x_{i}} und unkorreliert mit der Störgröße {\displaystyle \varepsilon _{i}} sind.

## Konsequenzen von Fehlern in den Variablen
Messfehler in den erklärenden Variablen führen dazu, dass die gewöhnliche Kleinste-Quadrate-Schätzung nicht konsistent ist. Intuitiv betrachtet kommt es während des Trainings des Modells zu einer Fehlerfortpflanzung, was ohne weitere Gegenmaßnahmen die Qualität des Modells beeinträchtigen kann.